# نادي الكتاب (فلم)
نادي الكتاب (بالإنجليزية: Book Club) هو فيلم رومنسي كوميدي أمريكي من إخراج بيل هولدرمان سنة 2018، وبطولة كل من ديان كيتون وجين فوندا وكانديس بيرغن. صدر الفيلم في 18 مايو 2018 من قبل باراماونت بيكتشرز، وحصل على آراء متباينة من النقاد وحقق أكثر من 79 مليون دولار في جميع أنحاء العالم.

## القصة
يحكي الفيلم عن أربعة أصدقاء تجمعهم رابطة قوية منذ سنوات طويلة، تتغير حيواتهم للأبد بعد قراءتهم لرواية خمسون درجة من جراي في نادي الكتاب الشهري خاصتهم.

## طاقم التمثيل
- ديان كيتون بدور ديان
- جين فوندا بدور فيفيان
- كانديس بيرغن بدور شارون
- ماري ستينبرجن بدور كارول
- أندي غارسيا بدور ميتشل
- دون جونسون بدور آرثر
- كريج تي نيلسون بدور بروس
- أليسيا سيلفرستون بدور جيل
- كاتي أسيلتون بدور أدريان
- إد بيغلي الابن بدور توم
- ريتشارد درايفوس بدور جورج
- ليلي بوردان بدور إيرين
- والاس شون بدور ديريك
- تومي ديوي بدور كريس
- ميرسيا مونرو بدور شيريل

## الإنتاج
في مايو 2017، تم الإعلان عن كون ديان كيتون، جين فوندا، وكانديس بيرجن قد إنضموا إلى فريق الفيلم، الفيلم إخراج بيل هولدرمان، وكتابته بالاشتراك مع إرين سيمز. كما أنتج هولدرمان وسيمز الفيلم مع أندرو دنكان وأليكس ساكس. في يوليو 2017، إنضمت ماري ستينبرجن إلى فريق التمثيل، وفي أغسطس 2017 ، انضم كل من آندي غارسيا ودون جونسون وكريغ تي نيلسون وريتشارد درايفوس وإد بيجلي الابن ووالاس شون وأليشيا سيلفرستون وتومي ديوي وكاتي أسيلتون أيضا.
بدأ التصوير الرئيسي في أغسطس عام 2017 في سانتا كلاريتا ، كاليفورنيا.

## وصلات خارجية
- مقالات تستعمل روابط فنية بلا صلة مع ويكي بيانات

لا توجد روابط لمواقع التواصل الاجتماعي.